# Gunter Thiebaut
Gunter Thiebaut (Asse, 12 gennaio 1977) è un ex calciatore belga, di ruolo attaccante.

## Carriera
Ha giocato nella massima serie belga e in quella cipriota e nella seconda divisione tedesca.

## Palmarès

### Club

#### Competizioni nazionali
- Supercoppa di Cipro: 1

Omonia: 2001